# Fakaleiti
Um fakaleiti (ou leiti ou fakafefine ou lady) é um homem tonganês que se comporta de forma feminina, em contraste com a característica dos homens de Tonga, que tendem a ser muito masculinos.
Embora fakaleiti em Tonga não esteja necessariamente associada com transgêneros ou identidades gays e lésbicas no mundo ocidental, aqueles que crescem em comunidades migrantes tonganesas na Nova Zelândia, Austrália e nos Estados Unidos podem encontrar um maior nível de comunidade e de afinidade com identidades similares aos fakaleiti de Tonga.
O termo fakaleiti (com um i longo no final) é composto pelo prefixo faka-(à maneira de) e o empréstimo lady (senhora) do inglês. Os próprios Fakaleiti preferem chamarem a si mesmos leiti ou ladies. Fakaleiti ou fakafefine são semelhantes aos samoanos fa'afafine e aos havaianos mahu.